# فابيان بوسارت
فابيان بوسارت (بالفرنسية: Fabien Baussart)‏؛ (25 يناير 1973 - )؛ هو مؤسس ورئيس مركز أبحاث يسمى مركز الشؤون السياسية والخارجية (بالإنجليزية: Center of Political and Foreign Affairs "CPFA")‏. ينظم مركز الشؤون السياسية والخارجية الأحداث والمناقشات حول مختلف الموضوعات الجيوسياسية في جميع أنحاء العالممع شخصيات سياسية بارزة مثل  زبغنيو بريجينسكي، كوفي عنان، خوسيه ماريا أثنار، محمد البرادعي، آل غور. بدأ مركز الشؤون السياسية والخارجية أيضًا محادثات أستانا للسلام في سوريا في عام 2015.

## استثماراته
فابيان بوسارت هو رجل أعمالستثمر في روسيا وأوكرانيا وكازاخستان. في عام 2005 أسس وكالة زوروس للإعلام التي نشرت الطبعات الفرنسية والروسية للسياسة الخارجية واستثمر في وسائل الإعلام المختلفة في أوكرانيا وروسيا وفرنسا. في عام 2010، قام بوسارت برعاية مجلة فنية جديدة بعنوان «عالم الفن»، والتي تم إطلاقها في باريس وإخراج الكاتب غيوم دي سارديس. كما رعى نادي كيتسون، وهو مركز أبحاث فرنسي.

## مبادراته السياسية

### السلام في سوريا
ناشد فابيان بوسارت بصفته رئيساََ لمركز الشئون السياسية والخارجية مع رندة قسيس رئيس كازاخستان نور سلطان نزارباييف من أجل التوصل إلى حل سلمي للأزمة وضرورة إقامة حوار بين قوى المعارضة المنقسمة في سوريا.
عُقد اجتماعان لاحقًا بالفعل في أستانا في مايو وأكتوبر 2015 تحت رعاية وزير الخارجية الكازاخستاني، في نهاية هذه الاجتماعات تم التوقيع على قرارين من قبل المشاركين مما أدى إلى إنشاء منصة آستانا السياسية وساعد على تمهيد الطريق لعملية السلام في أستانا.
واصل مركز الشئون السياسية والخارجية ومنصة أستانا السياسية تعاونهما من خلال بدء مناقشات بين المعارضين السوريين في جنيف في فبراير ويوليو 2017 من أجل تطوير وثيقة تحضيرية لإصلاح الدستور السوري كجزء من عملية سياسية شاملة، وتم إطلاق هذه المبادرة خلال الاجتماعات المتعلقة بتشكيل لجنة دستورية وتم الترويج لها لاحقًا خلال المؤتمر الوطني بسوتشي في يناير 2018 من قبل رندة قسيس على الرغم من اعتراضات الحكومة السورية وجزء من المعارضة.
أطلق مركز الشئون السياسية والخارجية في عام 2018 نداءً إلى مجتمع سانت إيجيدو النشط في مساهمته في السلام على مدى السنوات الخمسين الماضية من أجل تحقيق تسوية سياسية متوازنة.

### مباحثات السلام - كازاخستان
في عام 2015 أطلق فابيان بوسارت مبادرة «لجنة الحكماء» من أجل معالجة مختلف الموضوعات المتعلقة بالسلام الدولي.
تألفت اللجنة من العديد من الحائزين على جائزة نوبل للسلام بمن فيهم الرئيس السابق لإسرائيل شيمون بيريز والنائب السابق لرئيس مصر والمدير العام للوكالة الدولية للطاقة الذرية محمد البرادعي والرئيس السابق لبولندا ليخ فاونسا والناشط الغواتيمالي لحقوق الإنسان ريغوبيرتا مينشو توم ورئيس الفريق الحكومي الدولي المعني بتغير المناخ راجندرا باشوري.
وشاركت شخصيات سياسية بارزة أيضًا في اللجنة، مثل الرئيس السابق لكولومبيا سيزار غافيريا ورئيس الوزراء الأسباني السابق خوسيه لويس ثاباتيرو.
اجتمعت اللجنة في نور سلطان بكازاخستان ، حيث استقبلهم الرئيس نزارباييف في القصر الرئاسي.
حضر الحدث الأول الذي نظمه مركز الشئون السياسية والخارجية وزير الدفاع الكازاخستاني في مأدبة غداء على شرف الضيوف.

### مبادرة عدم الانتشار النووي
أطلق مركز الشئون السياسية والخارجية مبادرات وأحداث أخرى للمساعدة في احتواء سباق التسلح النووي نظرًا لتزايد مخاطر الانتشار النووي التي تواجه العالم حاليًا.
ترأس أحد هذه الأحداث الأمين العام السابق للأمم المتحدة والحائز على جائزة نوبل للسلام كوفي عنان في حضور الرئيس السابق لبولندا برونيسلاف كوموروفسكي ووزير الخارجية البريطاني السابق جاك سترو ووزير الخارجية التركي السابق يسار ياكيس ووزير الخارجية الإيطالي السابق جوليو تيرزي.